# 岑杏賢
岑杏賢（英語：Jennifer Shum Hang Yin，1988年10月9日—），香港女演員、主持及心理輔導師，《2012年度香港小姐競選》「最上鏡小姐」，前無綫電視經理人合約藝員。

## 簡歷
岑杏賢是家中獨女，10歲時隨家人往英國生活，曾就讀西敏公學，中六已開始自修心理學，之後完成倫敦布魯內爾大學心理學學士課程，期間於18歲那年因讀書壓力大而患上甲狀腺亢進症，但康復後一直沒有復發。她本來想繼續報讀心儀大學的工業與組織心理學碩士課程，不過基於父親掛念自己，最終放棄留學機會且回流發展，並在2012年6月報名參加《2012年度香港小姐競選》，結果奪得「最上鏡小姐」、「最佳首飾演繹大獎」及「時尚目光獎」三個獎項，以及成為無綫電視經理人合約藝員。入行以來主要擔任節目主持，參演的劇集作品不多，較為人熟悉的就是在2017年至今於處境劇《愛·回家之開心速遞》中，飾演龍敢威秘書「余愛詩（Icy）」一角，並於劇中與「吳家聰（KC）」（歐瑞偉飾）有感情線。
另外，岑杏賢於2014年10月考取了香港理工大學諮商與輔導文學碩士學位，隨後開始兼職職道生涯規劃輔導協會心理輔導師，並建立個人網上直播節目《心理急救室》以分享正向思維。2017年，她因娛樂圈工作不定時與壓力巨大，而令甲狀腺亢進症復發，經常吃藥致身體長期水腫，曾考慮息影轉行。後來透過陳法蓉介紹的甲狀腺專科醫生耐心治療，既改善了服藥過量問題，又同時學懂天然療法讓病情受控。2021年12月底，她為了照顧兒子和學習兒童心理學、親子教育範疇的知識，而約滿離開無綫電視。

## 圈中好友
岑杏賢因參加《2012年度香港小姐競選》而結識同屆港姐朱千雪，並連同朱千雪、湯洛雯、蔣家旻及張嘉兒份屬友好，故五人獲傳媒封為「2Line黨」。

## 感情生活
岑杏賢前男友為《2007年香港先生選舉》冠軍袁偉豪，兩人情侶關係始於2013年。至2016年11月20日，她於社交網站 Instagram 表示對戀情沒有安全感，男方則透過新浪微博宣布分手。2019年11月，她否認與《流行都市》主持焦浩軒交往的傳聞，但於2020年2月承認有新戀情，男友為加拿大籍、任職金融界的香港人張嘉俊（Kelvin）。
2020年10月9日，岑杏賢透過 Instagram 發文宣布婚訊和與男友慶祝同日生辰，至11月29日早上則於香港瑰麗酒店低調簽字結婚。2021年母親節，她經社交媒體宣佈懷孕5個月，同年產下一子。

## 演出作品

### 電視劇
| 年份          | 劇名              | 角色            |
| 無綫電視      |                   |                 |
| 2014年        | 忠奸人            | Eva             |
| 2014年        | 載得有情人        | Cindy           |
| 2014 - 2016年 | 愛·回家 (第一輯)  | 申靜宜          |
| 2014 - 2016年 | 愛·回家 (第二輯)  | 申靜宜          |
| 2015年        | 水髮胭脂          | 田克勤秘書      |
| 2016年        | 潮流教主          | 邵穎芝（Ceci）  |
| 2017 - 2021年 | 愛·回家之開心速遞 | 余愛詩（Icy）   |
| 2017年        | 全職沒女          | Icy             |
| 2017年        | 不懂撒嬌的女人    | Tina            |
| 2017年        | 誇世代            | 梁昭瑩          |
| 2018年        | 再創世紀          | Grace           |
| 2018年        | 是咁的，法官閣下  | 中年 Pansy      |
| 2020年        | 機場特警          | Cherry Mountain |
| 2020年        | 那些我愛過的人    | 郭潔盈          |
| 2021年        | 陀槍師姐2021      | Dr. Chung       |

### 綜藝節目
| 年份        | 節目名                      | 備註                                                                                    |
| 無綫電視    |                             |                                                                                         |
| 2012年      | 叻哥遊世界                  | 第5 - 8集嘉賓                                                                           |
| 2013年      | 千奇百趣玩FREE D            | 第12集嘉賓                                                                              |
| 2013-2016年 | 姊妹淘                      | 第二輯 第83、106、109、191、193、260、354、356、472、474、567、568、623、624、711集嘉賓 |
| 2015年      | 今日VIP                     | 2月13日嘉賓                                                                             |
| 2015年      | 兄弟幫                      | 第1348集嘉賓                                                                            |
| 2016年      | 萬千星輝睇多D               | 演出嘉賓                                                                                |
| 2017年      | 千奇百趣特工隊              | 第1集嘉賓                                                                               |
| 2018年      | big big channel大公司周年慶 | 演出嘉賓                                                                                |
| 2018年      | 美女廚房                    | 演出第11集                                                                              |
| 2020年      | 天天開運王                  | 第9集嘉賓                                                                               |
| 2020年      | Think Big補習班             | 固定演出                                                                                |
| 2020年      | #一屋後生仔                 | 第24集嘉賓                                                                              |

### 主持節目
| 年份          | 節目名        | 備註                  |
| 無綫電視      |               |                       |
| 2012年        | 順峰順水      | 主持之一              |
| 2014 - 2021年 | 港生活·港享受 | 主持之一；7月24日加入 |
| 2019 - 2021年 | 流行都市      | 主持之一；6月12日加入 |
| 2019 - 2021年 | 快樂長門人    | 主持之一；9月23日加入 |
| 2020年        | 恐怖真相      | 與郭田葰一同主持      |

## 曾獲獎項與提名
| 年份   | 獎項                                | 結果 |
| ------ | ----------------------------------- | ---- |
| 2012年 | 2012年度香港小姐競選 「最上鏡小姐」 | 獲獎 |
| 2012年 | 2012年度香港小姐競選 時尚目光獎     | 獲獎 |
| 2012年 | 2012年度香港小姐競選 最佳首飾演繹獎 | 獲獎 |

## 外部連結
- 岑杏賢的新浪微博
- 岑杏賢的Facebook專頁
- 岑杏賢的Instagram帳戶

| 前任： 許亦妮 | 香港小姐競選最上鏡小姐 2012年 | 繼任： 陳凱琳 |